# 光叶娃儿藤
光叶娃儿藤（学名：Tylophora ovata var. brownii）为夹竹桃科娃儿藤属娃儿藤的变种。分布在台湾岛以及中国大陆的广东等地，常生长在山地林中，目前尚未由人工引种栽培。